# Lookout Mountain (Georgia)
Lookout Mountain ist eine Stadt im Walker County im US-Bundesstaat Georgia. Benachbart ist die Schwesterstadt Lookout Mountain in Tennessee. Lookout Mountain gehört zur Metropolregion Chattanooga. 2020 wurden 1641 Einwohner gezählt, die auf einer Fläche von 6,9 km² (2,7 Quadratmeilen) leben. Die Stadt liegt auf dem Lookout Mountain; hier befinden sich die Touristenattraktionen Rock City und Ruby Falls.